# Old Administration Building
 (juin 2020).
L'Old Administration Building est un bâtiment dans le comté de Garfield, dans l'Utah, aux États-Unis. Situé au sein du parc national de Bryce Canyon, ce bâtiment administratif construit en 1933 dans le style rustique du National Park Service est inscrit au Registre national des lieux historiques depuis le 25 avril 1995.